# Mary Caldwell
Mary Letitia Caldwell (ur. 18 grudnia 1890 w Bogocie, zm. 1 lipca 1972 w Fishkill w stanie Nowy Jork) – amerykańska chemiczka.

## Życiorys
Urodziła się w Bogocie, gdzie jej ojciec, prezbiteriański duchowny, był misjonarzem. Do szkół uczęszczała w Stanach Zjednoczonych. W 1913 uzyskała bakalaureat w Western College for Women w Oxford w stanie Ohio, gdzie została nauczycielką. W zawodzie nauczycielskim pracowała do 1918, kiedy to podjęła studia na Uniwersytecie Columbia. Tam uzyskała stopień magistra (1919) oraz doktora (1921). Pozostała na tym uniwersytecie do emerytury w 1959, przechodząc przez wszystkie szczeble, w 1929 uzyskując stopień assistant professor  (adiunkta) jako pierwsza kobieta w Uniwersytecie Columbia, a w 1948 została profesorem chemii.
Jej prace naukowe dotyczyły enzymów, a zwłaszcza amylaz. Ponieważ enzymy dostępne komercyjnie nie były dostatecznie czyste, Caldwell opracowała nowe sposoby ich oczyszczania. Metody te były powszechnie stosowane w latach 40. XX wieku w laboratoriach amerykańskich i europejskich. Wykazała ponadto, że amylazy są białkami i określiła ich aktywność w odniesieniu do różnych związków chemicznych. Opracowała pionierską metodę oczyszczania krystalicznej alfa-amylazy trzustkowej. Wraz ze swoimi studentami i współpracownikami wykazała, że alfa-amylazy pochodzące z różnych źródeł mają odmienne mechanizmy działania.
Jej prace były bardzo ważne dla przemysłu, dzięki czemu otrzymywała granty z wielu przedsiębiorstw. Opublikowała ponad 50 artykułów w wiodących czasopismach naukowych i wypromowała 18 doktorów.
Należała do wielu organizacji naukowych, między innymi New York Academy of Sciences, American Association for the Advancement of Science, American Chemical Society, American Institute of Nutrition, American Society of Biological Chemists, American Association of University Professors.
W 1960 otrzymała Medal Garvana, przyznawany od 1936 wyróżniającym się chemiczkom. W 1961 została uhonorowana doktoratem honoris causa przez swój macierzysty uniwersytet.
Z powodu choroby na emeryturze poruszała się tylko na wózku inwalidzkim lecz w dalszym ciągu pracowała, redagując artykuły. Dopóki mogła, uprawiała wędrówki piesze. Na emeryturze zajmowała się ogrodnictwem i obserwowaniem ptaków.